# C/2019 Y4

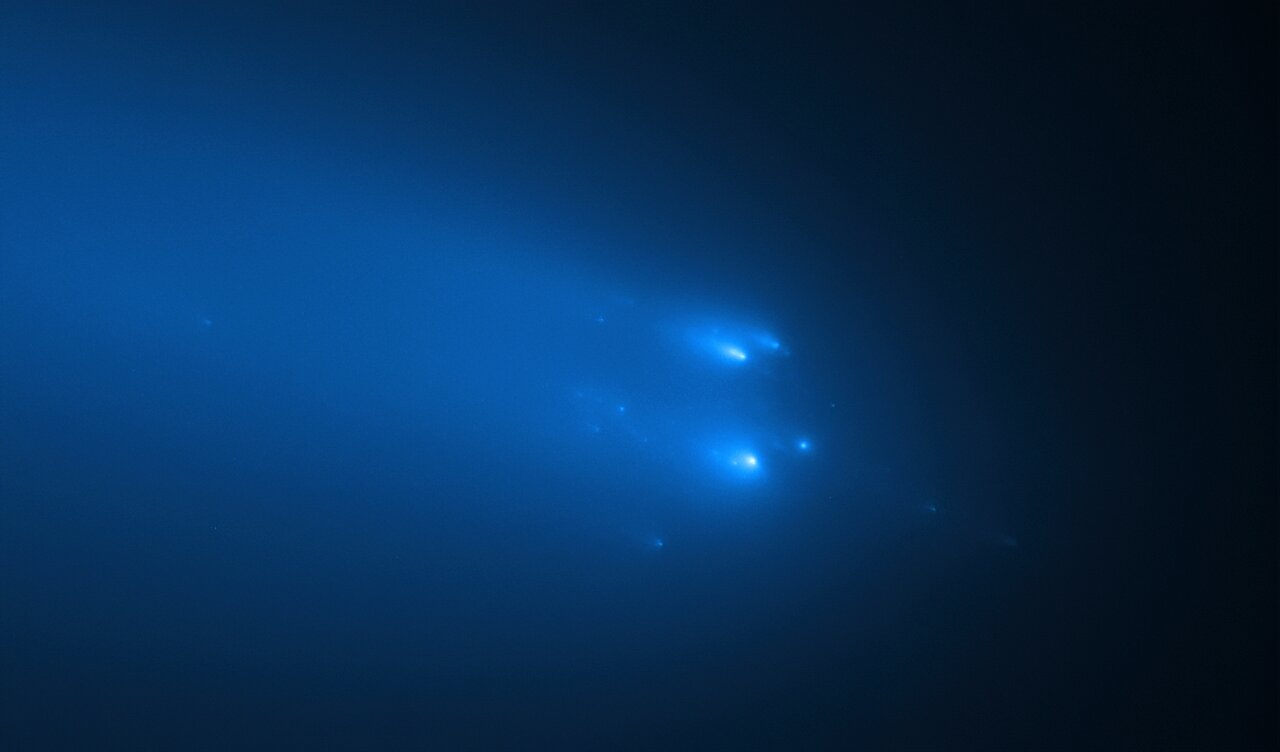
De komeet op 20 april

C/2019 Y4 (ATLAS) is een komeet die in 2019 is ontdekt. Met een omlooptijd van ruim 6000 jaar is het een niet-periodieke komeet. De groene kleur wordt veroorzaakt door diatomisch koolstof.
Aanvankelijk dacht men dat C/2019 Y4 in mei 2020 goed met het blote oog waarneembaar zou zijn, aanvankelijk in het sterrenbeeld Giraffe en vanaf half mei in Perseus. Echter, op 11 april 2020 hebben astronomen bevestigd dat de komeet in ten minste drie stukken uiteen is gevallen.

## Ontdekking
De komeet is op 28 december 2019 ontdekt door Asteroid Terrestrial-impact Last Alert System (ATLAS). Dit systeem bestaat uit twee telescopen die automatisch de hemel afspeuren naar bewegende objecten die een mogelijke bedreiging vormen voor de aarde. De telescopen staan opgesteld in Hawaï en het project is ontwikkeld door de Universiteit van Hawaï.

## Baangegevens
Op 24 mei 2020 was de afstand tussen de komeet en de aarde met 0,78 AE (117 miljoen km) het kortst. De komeet zou op 31 mei 2020 haar perihelium bereiken. De afstand tot de zon bedroeg dan 0,25 AE.
De baan van de komeet veranderde doordat gas uitgestoten wordt. Het gasuitstoot zou tot het uiteenvallen van de komeet hebben geleid.